# Eleanor Holmes Norton
Pour les articles homonymes, voir Norton.
Eleanor Holmes Norton, née le 13 juin 1937 à Washington (district de Columbia), est une femme politique américaine. 
Membre du Parti démocrate, elle est élue déléguée de la capitale fédérale, Washington (district de Columbia), avec le statut particulier lié à ce mandat de membre sans droit de vote à la Chambre des représentants des États-Unis. Leader du combat pour transformer le statut du district de Columbia pour faire de lui le 51e État des États-Unis, elle est régulièrement réélue depuis sa première élection en 1990.

## Biographie

### Jeunesse et formation

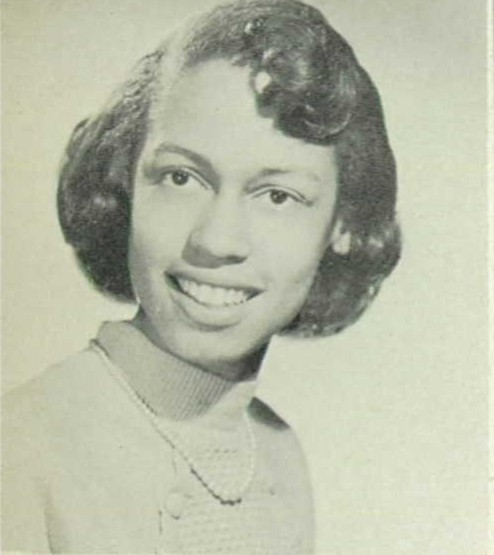
Eleanor Holmes en 1955.

Eleanor Holmes Norton est l’aînée des trois filles de Coleman Sterling Holmes, un fonctionnaire, et de Vela Lynch Holmes, une enseignante,,,,.
Son père Coleman Sterling, après avoir brillamment terminé ses études secondaires au Cardozo Education Campus (en) de Washington, est admis à l'université de Syracuse où il obtient le Bachelor of Arts (licence), trajet universitaire relativement exceptionnel pour un Afro-Américain de cette époque où règnent les lois ségrégatives de type lois Jim Crow dans le district et les États limitrophes (Maryland, Pennsylvanie). Quand il a fini ses études, les États-Unis sont frappés par un chômage massif lié à la Grande dépression, où il était plus difficile pour les Afro-Américains de trouver un emploi que pour les Blancs, mais grâce à sa formation il est embauché comme inspecteur de santé publique,,,.
Sa mère Vera après avoir achevé ses études secondaires à New York, elle aussi est admise à l'université de Syracuse où elle rencontre son futur époux, Coleman Sterling. Après leur mariage, elle emménage à Washington avec son mari et dans un premier temps travaille comme assistante au sein de l'agence fédérale du Bureau de la gravure et de l'impression, avant de devenir professeur dans des établissements scolaires de Washington.

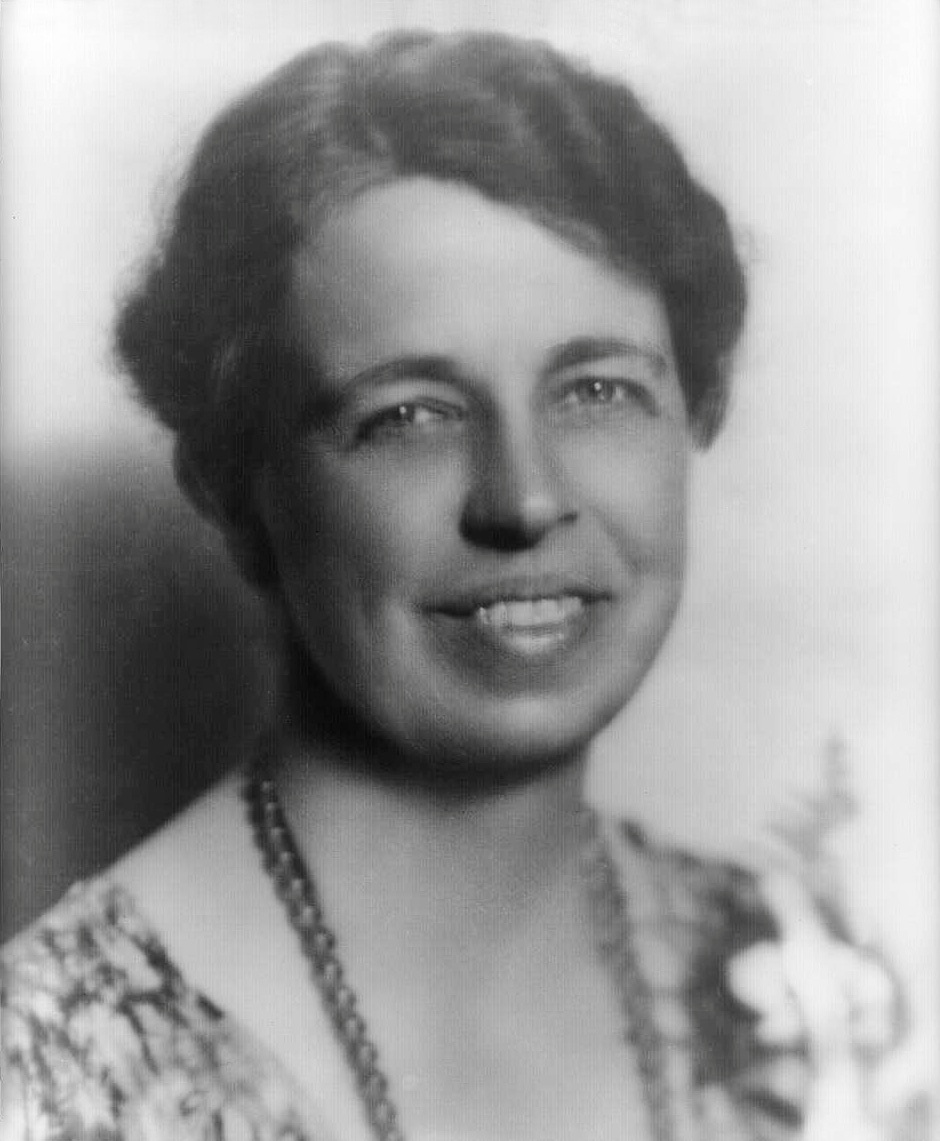
Photographie de Eleanor Roosevelt.

Leur fille aînée est prénommée Eleanor en honneur d'Eleanor Roosevelt,, Première dame des États-Unis du 4 mars 1933 au 12 avril 1945. Eleanor Holmes a deux sœurs Portia née en 1938 et Nellie née en 1939. Eleanor commence ses études scolaires au sein de la Monroe Elementary School (aujourd'hui connue sous le nom de l'École de Park View) établissement ségrégué où les livres et manuels scolaires sont de seconde main. En 1949, elle commence ses études secondaires à la  Benjamin Banneker Academic High School (en) de Washington, établissement également ségrégué qui tire son nom de Benjamin Banneker, scientifique afro-américain du XVIIIe siècle. Dès la première année, Eleanor est élue présidente de sa classe et songe à devenir journaliste. Elle admire deux femmes qui sont ses héroïnes Elanor Rossevelt et la militante afro-américaine Mary Church Terrell, elle est enthousiasmée par cette dernière lorsque celle-ci en 1949 a organisé des piquets empêchant l'entrée du magasin Hecht's (en) de Washington parce qu'il interdisait les femmes afro-américaines d'utiliser ses toilettes ou bloquant l'entrée des restaurants de Washington pratiquant la ségrégation. Après avoir achevé ses études secondaires à la Dunbar High School (Washington, D.C.) (en) en 1955, elle est admise à l'Antioch College  de Yellow Springs, dans l'État de l'Ohio. Eleanor est la seule étudiante afro-américaine de l'Antioch College, où elle obtient le Bachelor of Arts (licence) en 1960. Elle poursuit ses études universitaires à l'université Yale où elle obtient successivement un Master of Arts (master de littérature) en 1963, puis le Juris Doctor en 1964,,,,,,.

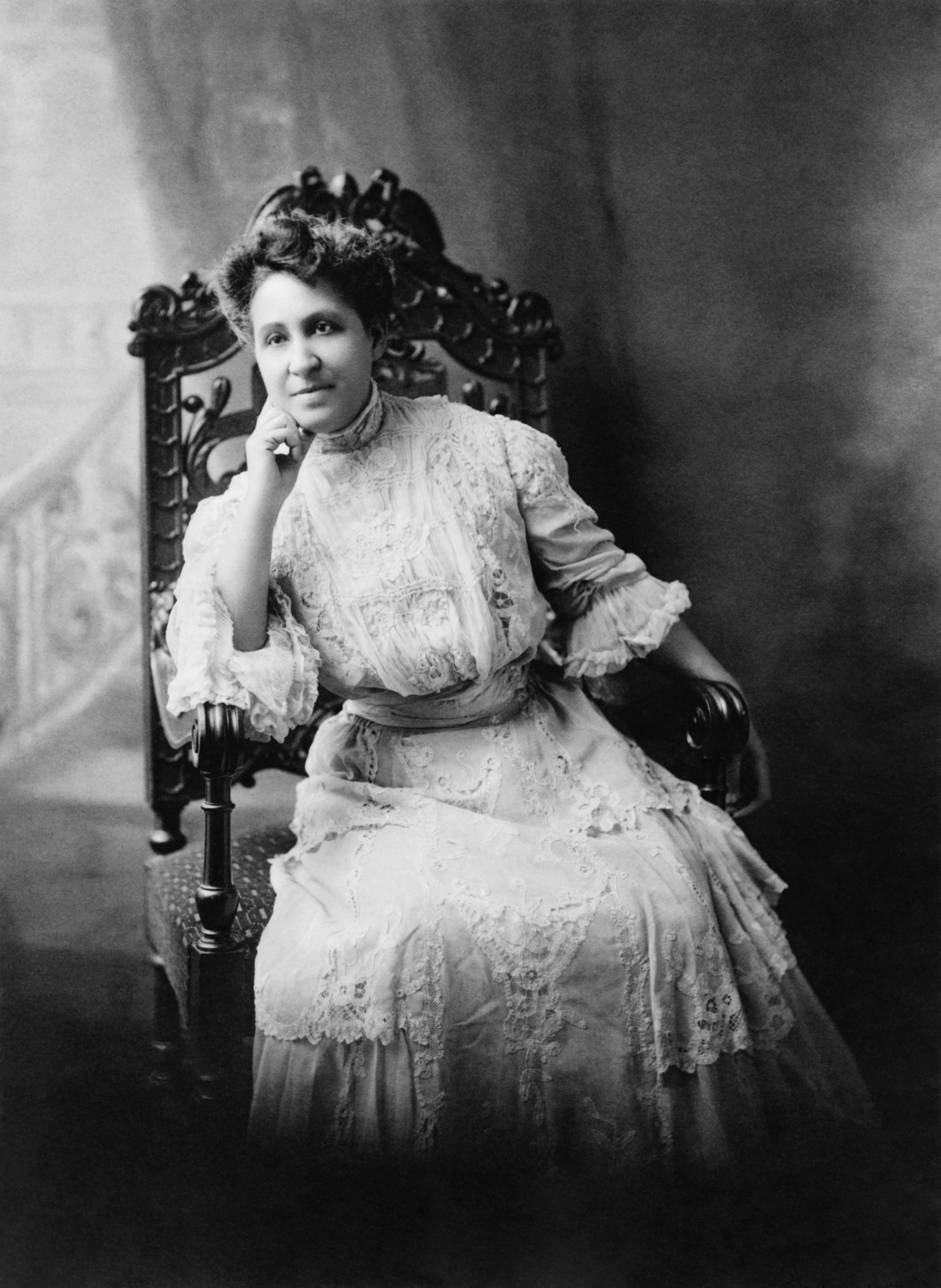
Photographie de Mary Church Terrell.

Pendant ses études universitaire, elle est marquée par le boycott des bus de Montgomery organisé en 1955 par Rosa Parks, Martin Luther King et la National Association for the Advancement of Colored People (NAACP), événement majeur du mouvement américain des droits civiques. C'est ainsi, qu'elle adhère au NAACP puis après les événements des Neuf de Little Rock en 1957, puis elle rejoint le Student Nonviolent Coordinating Committee (SNCC) en 1963 pour participer à la campagne du Freedom Summer de 1964 tragiquement endeuillée par les meurtres de la Freedom Summer. C'est à la suite de ces événements qu'elle renonce à son projet de devenir journaliste pour devenir une juriste au service des droits civiques des Afro-Américains,,,.

### Carrière
Elle commence sa carrière en rejoignant Fannie Lou Hamer pour établir le dossier juridique du Mississippi Freedom Democratic Party, qui permettra après bien des débats, à ce que des délégués afro-américains soient présents lors de la convention du Parti démocrate de 1964. Puis, la même année, elle est employée comme assistante du juge fédéral A. Leon Higginbotham Jr. (en) à Philadelphie, où elle reste pendant un an jusqu'à la fin de l'année 1965 et s'inscrit au barreau de la Pennsylvanie,,,.

#### L'avocate de l'ACLU

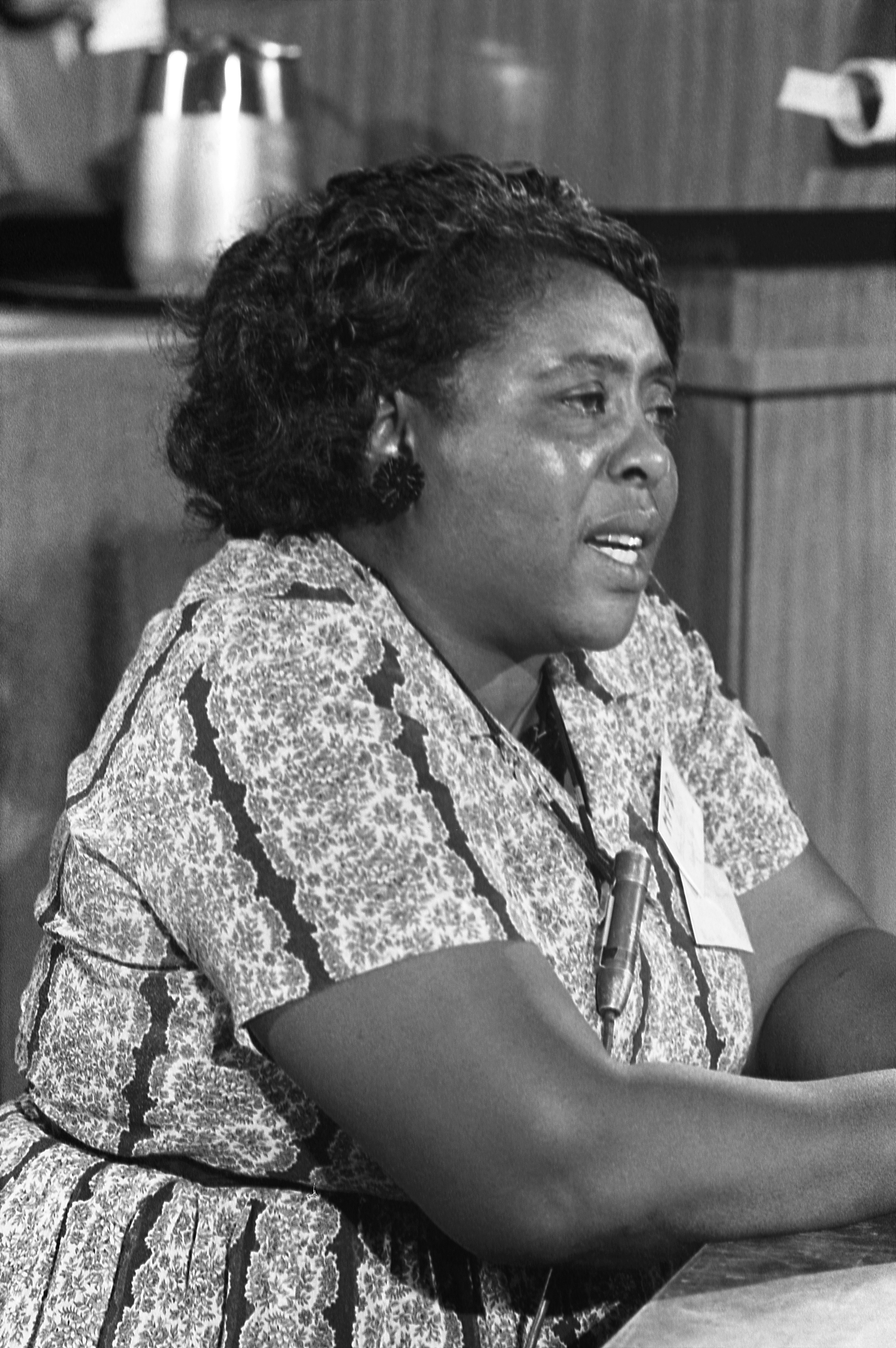
Fannie Lou Hamer.

Eleanor Holmes Norton est embauchée par l'American Civil Liberties Union, ou ACLU (Union américaine pour les libertés civiles) où elle fait partie des deux personnes du service juridique avec le titre de directrice adjointe, elle y travaille pour un salaire modeste de 8 500 $ par an et sans limites horaires. Quoi qu’il en soit, cet emploi correspond à sa volonté de « faire bouger les choses ». Elle commence par défendre les opposants à la guerre du Viêt Nam, comme le militant Julian Bond en s’appuyant sur le Premier amendement de la Constitution des États-Unis. En 1968, c'est toujours au nom de cet amendement qu'elle prend la défense du gouverneur de l'Alabama George Wallace, opposant farouche au Civil Rights Act de 1964, et au Voting Rights Act de 1965 (qui prohibent toutes les lois et réglementations ségrégationnistes sur l'ensemble des États-Unis), contre le maire de New York John Lindsay qui avait interdit l'organisation d'un meeting ségrégationniste au Shea Stadium de New York. Elle fait sa plaidoirie en s'appuyant sur un cas précèdent où en 1966 le National States Rights Party  avait organisé un rassemblement dans la ville de Princess Anne dans le Maryland, meeting où devait se tenir des discours racistes et encourageant les violences contre les Afro-Américains. La ville obtint une injonction pour interdire ce rassemblement et l'ACLU vint défendre le National States Rights Party en arguant du principe de la liberté de parole garantie par la Constitution des États-Unis. C'est ainsi que Eleanor Holmes Norton reprend ce cas en le liant à celui de la ville de New York et gagne son procès en octobre 1968 devant la Cour suprême des États-Unis par la décision 393 U.S. 175 (1968) Carroll v. Town of Princess Anne (en),,,,,,.

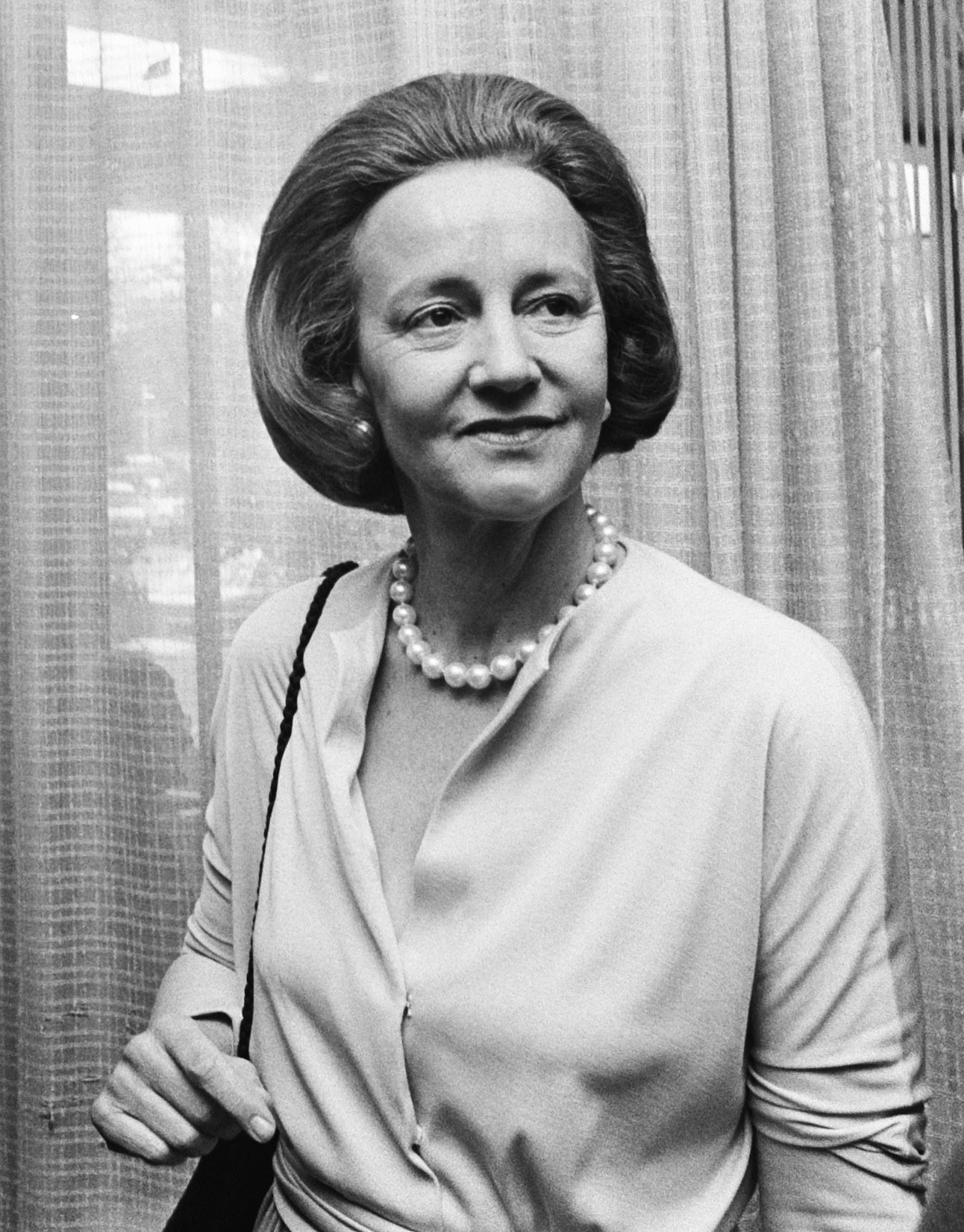
Katharine Graham.

Le 17 mars 1970, le magazine Newsweek publie une tribune titrée « Women in Revolt » signée par 46 femmes membres de son personnel, pétition qui dénonce les discriminations dont sont victimes les femmes pour obtenir un poste de rédactrice et qui déclarent déposer une plainte auprès de la Equal Employment Opportunity Commission (en) (EEOC) contre la direction du magazine, pour violation du Titre VII du Civil Rights Act de 1964 qui stipule les interdictions suivantes : « De mettre de côté ou de refuser d'embaucher ou de congédier une personne, ou de discriminer d'une autre manière une personne en ce qui concerne sa rémunération, ses modalités, ses conditions ou ses privilèges d'emploi, en raison de la race, de la couleur, de la religion, du sexe, ou origine nationale ; de limiter, séparer ou classer ses employés de quelque manière que ce soit qui priverait ou tendrait à priver une personne de possibilités d'emploi ou qui nuirait à son statut d'employé, en raison de la race, de la couleur, de la religion, du sexe, ou origine nationale. Il est interdit pour une organisation de travailleurs d'exclure ou expulser de son adhésion, tout individu en raison de sa race, couleur, religion, sexe ou origine nationale ; il est interdit de limiter, séparer ou classer ses membres, ou classer ou de mettre de côté ou refuser de recommander un emploi à un individu, d'une manière qui priverait ou tendrait à priver un individu de possibilités d'emploi, ou limiterait ces opportunités d'emploi ou nuire d'une autre manière à son statut d'employé ou de demandeur d'emploi, en raison de la race, de la couleur, de la religion, du sexe ou de l'origine nationale de cette personne; ou pour causer ou tenter de faire en sorte qu'un employeur discrimine une personne en violation du présent article. Tout employeur, organisation syndicale ou comité mixte patronal-syndical contrôlant l'apprentissage ou toute autre formation ou recyclage, y compris les programmes de formation en cours d'emploi, constitue une pratique d'embauche illégale en discriminant toute personne en raison de sa race, de sa couleur, religion, sexe ou origine nationale lors de l'admission ou de l'emploi dans tout programme établi pour offrir un apprentissage ou une autre formation. »,,. Plainte visant un paradoxe, car le magazine Newsweek appartient au groupe de média du Washington Post Consortium, dirigé à l'époque par une femme Katherine Graham depuis 1961. Ce groupe de femmes choisissent Eleanor Holmes Norton pour les représenter. Katherine Graham vit difficilement les contradictions que lui posent cette accusation, d'un côté, en tant que femme elle éprouve une empathie vis à vis d'elles et de l'autre côté elle est la rare femme dirigeante d'un groupe de presse qui a du se battre contre les préjugés de son époque pour se maintenir à ce poste. En août 1970, un compromis est établi entre Katherine Graham et les plaignantes au siège de l'ACLU sous la présidence de Eleanor Holmes Norton,,.

#### La présidente de la Commission des droits humains de la ville de New York
En 1970, Charles Lindsay, le maire de New York, lui propose le poste de présidente de la Commission des droits humains de la ville (CCHR), structure chargée d'appliquer la New York City Human Rights Law (en). Poste qu'elle accepte. Charles Lindsay, malgré son différend au sujet de George Wallace a été impressionné par le souci de Eleanor Holmes Norton à appliquer de façon rigoureuse les lois concernant les droits civiques, et en tant que maire il veut une présidente qui puisse enquêter sur tous les cas de discriminations qui entachent la ville de New York. Alors qu'elle prend ses fonctions de présidente de la CCHR, elle fait la douloureuse épreuve de la naissance de sa première enfant, Katherine Felicia, qui est porteuse du syndrome de Down plus connu sous le nom de trisomie 21. À ce sujet elle déclarera « Avoir une enfant atteinte du syndrome de Down est le plus grand traumatisme que je n'ai jamais eu]...[Ce fut un grand choc, mais instinctivement j'ai su ce que j'avais à faire : l'élever et l'aimer. ». Eleanor reprend son travail de présidente de la CCHR. Sa première mission est d'enquêter sur les revendications d'un groupe de femmes qui organise un piquet empêchant l'entrée des New York City Department of Records and Information Services (en) (DORIS) pour protester contre la politique discriminatoire de cette institution. Eleanor mobilise son équipe pour enquêter sur les pratiques d'embauche et de promotion des femmes des DORIS. À la grande surprise du maire, il s'avère que seulement 8 % des postes à responsabilités sont tenus par des femmes. Les enquêtes s'étendent à l'ensemble des services de la ville et de ses employeurs. Le 22 septembre 1970, la CCHR rend ses conclusions sur la base de nombreux témoignages attestant de la pratique commune de la préférence des hommes sur les femmes tant pour les politiques d'embauche que pour les politiques de promotion,,.
Pendant la présidence de Eleanor Holmes Norton, la CCHR devient l'une agences municipales les plus actives pour les droits des homosexuels, pour la reconnaissance par les employeurs des obligations religieuses comme celle des Juifs orthodoxe qui ne peuvent travailler le samedi à cause de la célébration du shabbat et de ses obligations, et bien entendu contre toutes les formes de ségrégation raciste. La principale action est l'intervention pour faire respecter les droits des femmes notamment dans le monde du travail. Eleanor se rend compte que son action mériterait d'être élargie, à ne plus être limitée à la ville de New York, le combat pour le droit des femmes est un combat national.

#### La présidente de l'Equal Employment Opportunity Commission (EEOC)

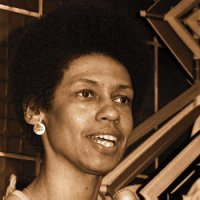
Eleanor Holmes Norton, présidente de l'EEOC.

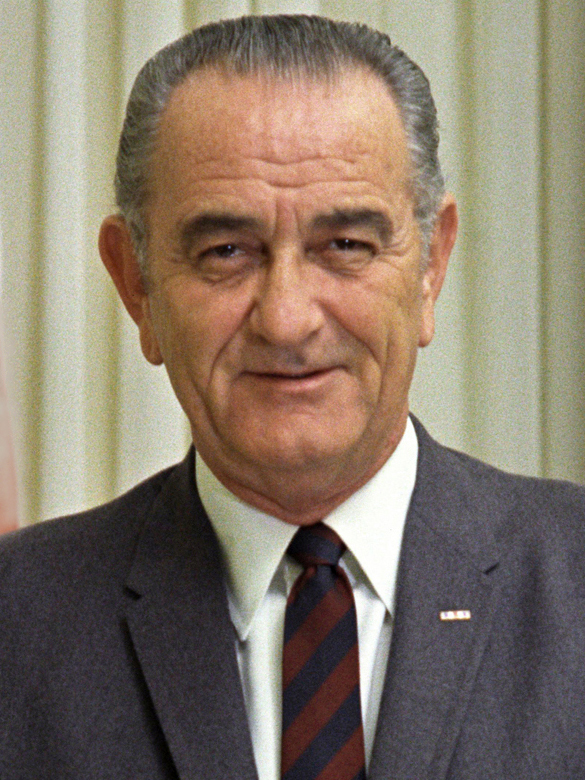
Lyndon B. Johnson.

À la suite de la promulgation du Civil Rights Act de 1964, par le président Lyndon B. Johnson, a été créée une agence fédérale l'Equal Employment Opportunity Commission ou EEOC (Commission pour l'égalité des chances en matière d'emploi). Cette agence, qui ouvre ses portes le 2 juillet 1965, a pour mission d'enquêter sur les discriminations basées sur la race, le sexe, la religion, l'origine ethnique dans le monde du travail conformément au Titre VII du Civil Rights Act de 1964 cité plus haut. Dans les cas de discriminations avérées, l'EEOC n'a qu'un pouvoir de médiation, ce qui lui vaut le surnom de « tigre sans dent ». Cette agence rencontre plusieurs difficultés, son champ entre dans celui de dix huit autres agences fédérales qui interviennent dans le monde du travail et enquêtent tout comme elle sur les violations du droit du travail, agences dépendant notamment du département du Travail des États-Unis ou de l'United States Civil Service Commission (en) ce qui crée des situations conflictuelles. Enfin cette agence souffre d'un manque significatif de leadership, depuis sa création sept présidents se sont succédé sans être capable d'imposer le rôle de l'agence face à ses détracteurs. C'est pour remédier aux maux de l'EEOC que le président Jimmy Carter nomme Eleanor Holmes Norton à la tête de l'EEOC, elle prend ses fonctions le 17 juin 1977,,,,.

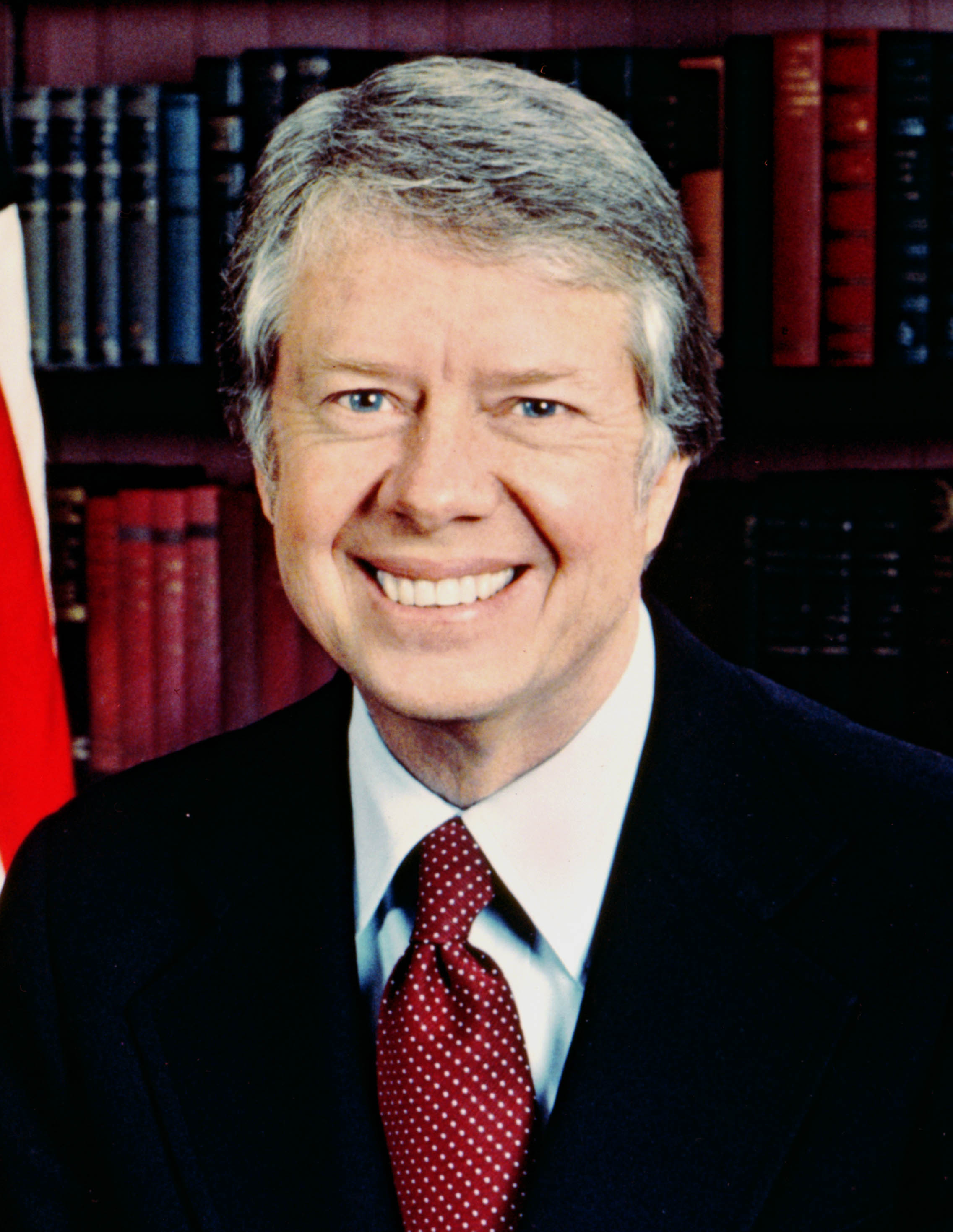
Jimmy Carter.

L'un des premiers actes d'Eleanor est symbolique, sur la porte de son bureau elle change l'écriteau « Chairman » par « Chair » et non pas comme elle l'aurait pu le faire par « Chairwoman » ; par ce geste, elle marque sa volonté d’égalité entre les hommes et les femmes. Elle commence par un apurement du passif des plaintes déposées auprès de l'EEOC, passif lié à des défauts de procédures et un manque de rigueur quant aux recueils des plaintes. Toute plainte doit maintenant faire l'objet d'un enquête contradictoire rigoureuse pour établir sa validité, si la plainte est retenue, cela déclenche une réunion d'arbitrage entre les deux parties afin qu'elles établissent une solution satisfaisante pour chacune d'entre elles sous la présidence d'un membre de l'EEOC. Très rapidement le passif des plaintes est dans un processus d'épuration spectaculaire, en moins de trois mois, 30 % des plaintes en souffrance sont classées. Les nouveaux cas sont traités dans un délai d'un mois au lieu de traîner pendant des années auparavant. Forte de ses réussites, Eleanor demande au président Jimmy Carter une augmentation de son budget et d'embaucher pas loin de 1 000 salariés supplémentaires. Sous sa présidence de grands groupes industriels et des syndicats sont contraints de payer des indemnités de plusieurs dizaines de millions de dollars. L'action de l'EEOC touche toutes les formes de discriminations présentes dans le monde du travail, celles envers les minorités, les femmes, les femmes enceintes, le harcèlement sexuel, etc., Eleanor Holmes Norton est réputée comme celle qui a redonné ses dents au « tigre sans dent ». Sur son initiative l'EEOC publie de nombreux guides de prévention et de conseils quant aux diverses discriminations. Mais quand Ronald Reagan est élu président des États-Unis en 1981, l'administration nouvellement placée annonce clairement d'en finir avec les réglementations qui entravent les entreprises, et donc l'EEOC doit mettre ses activités en veilleuse. Le 22 janvier 1981, Eleanor Holmes Norton remet sa démission de présidente de l'EEOC au président Ronald Reagan qui la remplace par Clarence Thomas. Grâce à sa formation et son expérience, elle commence une carrière dans l'enseignement supérieur comme professeure à l'université de Georgetown, au Boston College, et à la faculté de droit de Harvard,.

#### La campagne pour devenir membre du Congrès
Dès 1973, alors qu'elle participait à la création de la National Black Feminist Organization, elle se rend avec 400 Afro-Américaines à la cathédrale Saint-Jean-le-Théologien de New York pour écouter une conférence donnée par Shirley Chisholm, la première Afro-Américaine à être élue au Congrès. Carolyn Reed, une des organisatrices de la conférence, se lève pour présenter Eleanor devant l'auditoire, et dans son discours de présentation la propose pour être la future candidate à la mairie de New York, son panégyrique est tel que la foule se lève et scande « Eleanor for Mayor ». Eleanor Holmes embarrassée répond, non sans humour, « Je suis contente que Carolyn se soit assise avant que je doive la faire asseoir », car elle n'avait jamais songé à briguer un mandat électif. Ce n'est qu'à la fin des années 1980 qu'elle y repense car la situation de la ville de Washington était plus que problématique. La gestion de l'équipe municipale du maire Marion Barry était désastreuse, des scandales de corruption de fraudes touchent plusieurs de ses membres, le maire lui même est condamné à six mois de prison pour détention et consommation de cocaïne,,. Le statut de la ville de Washington (district de Columbia) est particulier, pendant longtemps la capitale fédérale était administré par un conseil nommé par le président des États-Unis, ce n'est qu'en 1974 que les habitants peuvent élire un maire. Le district de Columbia n'avait aucun élu siégeant au Congrès, ce n'est qu'en 1971 qu'est créé le mandat de Délégué (Delegate (American politics) (en) pour la ville de Washington, mandat ordinairement réservé aux territoires des États-Unis comme Porto-Rico, Guam, les Îles Vierges, les Samoa américaines, etc., le pouvoir des Délégués est limité, ils peuvent prendre la parole, présenter des lois, être rapporteurs de loi, participer à des commissions, en revanche ils n'ont aucun droit de délibération.

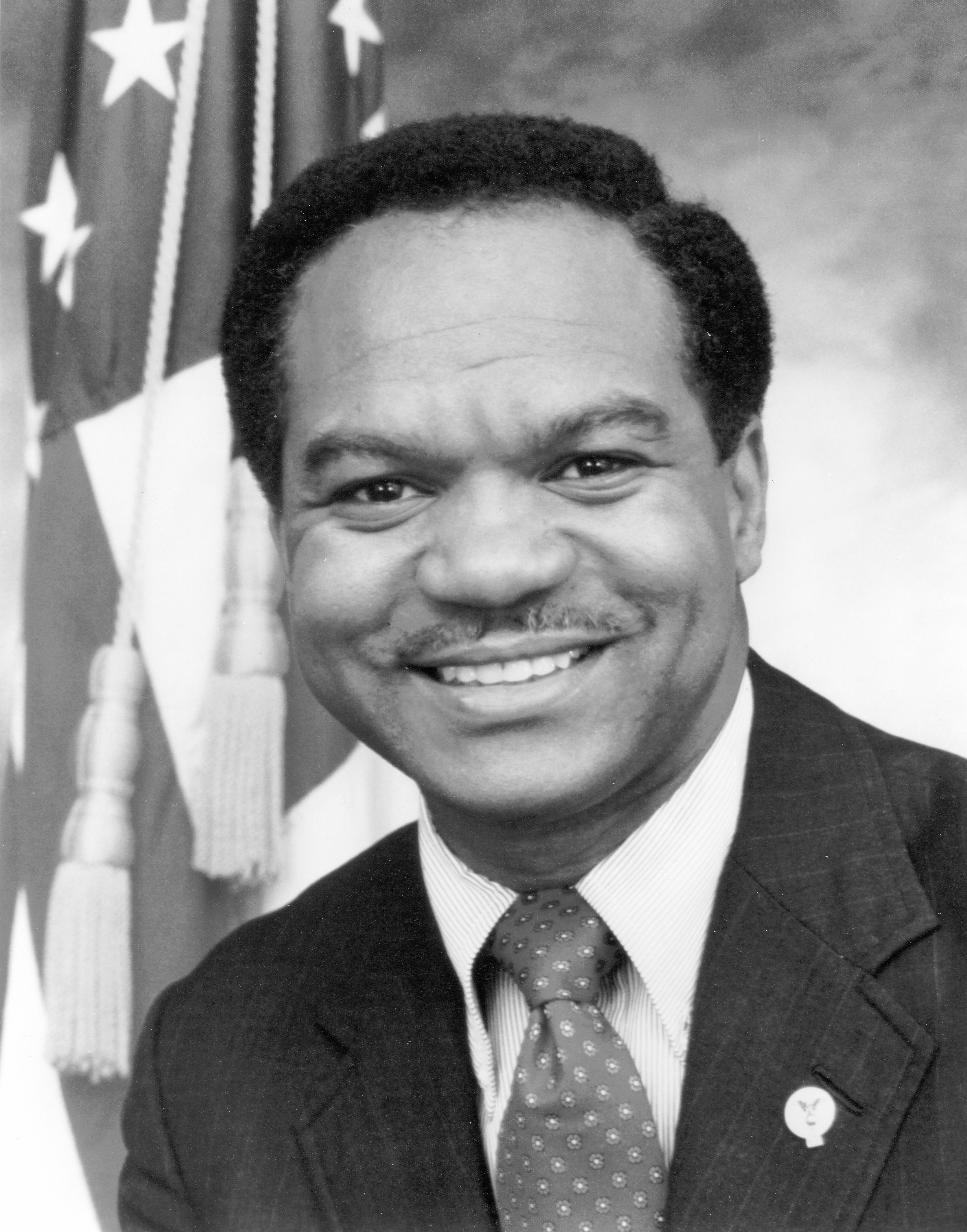
Walter E. Fauntroy

Le 20 avril 1990, Eleanor Holmes pose officiellement sa candidature auprès de la commission électorale fédérale de Washington pour être candidate au siège de délégué du district de Columbia à la Chambre des représentants des États-Unis sous les couleurs du Parti démocrate, siège tenu par Walter Fauntroy depuis 1971. Elle va devoir surmonter son principal handicap, car si elle a grandi dans Washington et connait les problèmes de la ville, il demeure que depuis 1981 elle s'est éloignée de la vie politique pour se consacrer à sa carrière d'universitaire, plus spécialement comme professeure à l'université de Georgetown, malgré tout son atout est sa réputation de féministe et de défenseure des droits civiques. Elle recrute Donna Brazile comme directrice de campagne dont la première mission est lever des fonds pour financer la campagne (affiches, publicité dans les divers media, éditions de brochures, envois de courriers et de courriels, prospection téléphonique, location de locaux, organisation de conférences et de banquets). Pour cela Donna Brazile et Eleanor Holmes Norton mobilisent leurs réseaux. À mi parcours de la campagne, Eleanor a pu obtenir la somme de 117 000 $, c'est-à-dire autant que ses concurrents. Des organisations féministes la soutiennent comme l'Emily's List ou la NARAL Pro-Choice America. Sa principale concurrente est la sortante Betty Ann Kane (en) qui souligne l'éloignement d'Eleanor de la scène politique locale, qu'elle n'a participé à aucun des derniers scrutins locaux. Son concurrent du Parti républicain, Harry M. Singleton, l'accuse d'omettre la publications de ses déclarations fiscales, ce qui fut réfuté. Betty Kane reprend les accusations de Singleton pour disqualifier Eleanor. Le 11 septembre 1990 se tiennent les élections et malgré les attaques virulentes au sujet de ses impôts Eleanor Holmes Norton remporte les élections grâce aux voix des femmes et l'électorat blanc,,,.

#### La déléguée du district de Columbia à la Chambre des représentants
Eleanor Holmes Norton fait partie des trois femmes afro-américaines qui siègent à la 102e session de la Chambre des représentants (1991-1993) avec Cardiss Collins et Barbara-Rose Collins (en),.

##### La crise de la municipalité de Washington

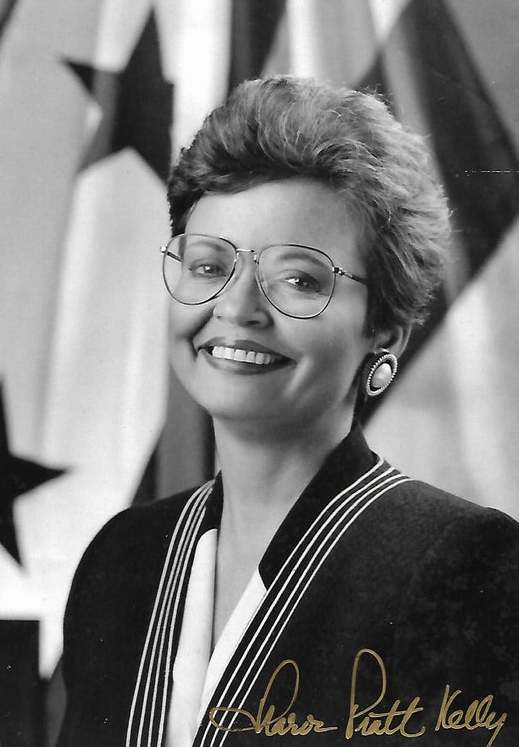
Sharon Pratt Kelly.

Lorsque Sharon Pratt Kelly est élue maire de Washington en 1991 pour prendre la suite de Marion Barry, elle découvre une administration rongée par des années de corruption, une bureaucratie pléthorique et un déficit du budget qui, accumulé au long des années, a créé une dette d'un montant de 330 millions de $. La nouvelle maire mène diverses réformes qui ne résorbent pas la dette, au contraire à la fin de son mandat, en 1995, le montant de celle-ci se monte à la somme de 700 millions de $. La ville est en état de quasi-faillite, elle obligée de faire appel au banques pour payer les employés de ses services publics essentiels (policiers, pompiers, enseignants, personnel de santé, personnel de voirie, etc.). Les banques se montent prudentes, doutant de la solvabilité de la municipalité. De façon habituelle les municipalités américaines se financent par les taxes et impôts divers, notamment ceux des entreprises et des propriétaires immobiliers ; or Washington dispose de très peu d'entreprises et tous les bâtiments fédéraux (Maison-Blanche, Congrès, ministères, Bibliothèque du Congrès, musées, monuments historiques, etc.) appartiennent au gouvernement fédéral et ne versent aucun impôt à la municipalité. Cet appauvrissement est également celui de la population, chômage lié au peu d'emplois en dehors de l'administration fédérale, développement d'une économie parallèle par divers trafics dont celui de la drogue. Face à cette situation, Eleanor Holmes Norton organise le 2 août 1995, un rassemblement dans l'auditorium de la Eastern High School (Washington, D.C.) (en) où elle a invité le républicain Newt Gingrich, président de la Chambre des représentants des États-Unis à écouter les revendications des Washingtoniens. Bien que Gingrich soit un conservateur qui a désapprouvé les programmes spécifiques en faveur des Afro-Américains, il est touché par les doléances des Washingtoniens et la situation financière de la municipalité, il va obtenir de la part du Congrès une subvention de 250 millions de $. Lorsque l'ex-maire Marion Barry est réélu maire en 1995, Eleanor va dénoncer à Chambre des représentants son incurie et qu'il soit disqualifié pour gérer les subventions du Congrès et obtient de la part de Gingrich un compromis pour que ces subventions soit contrôlées par les instances fédérales,,.

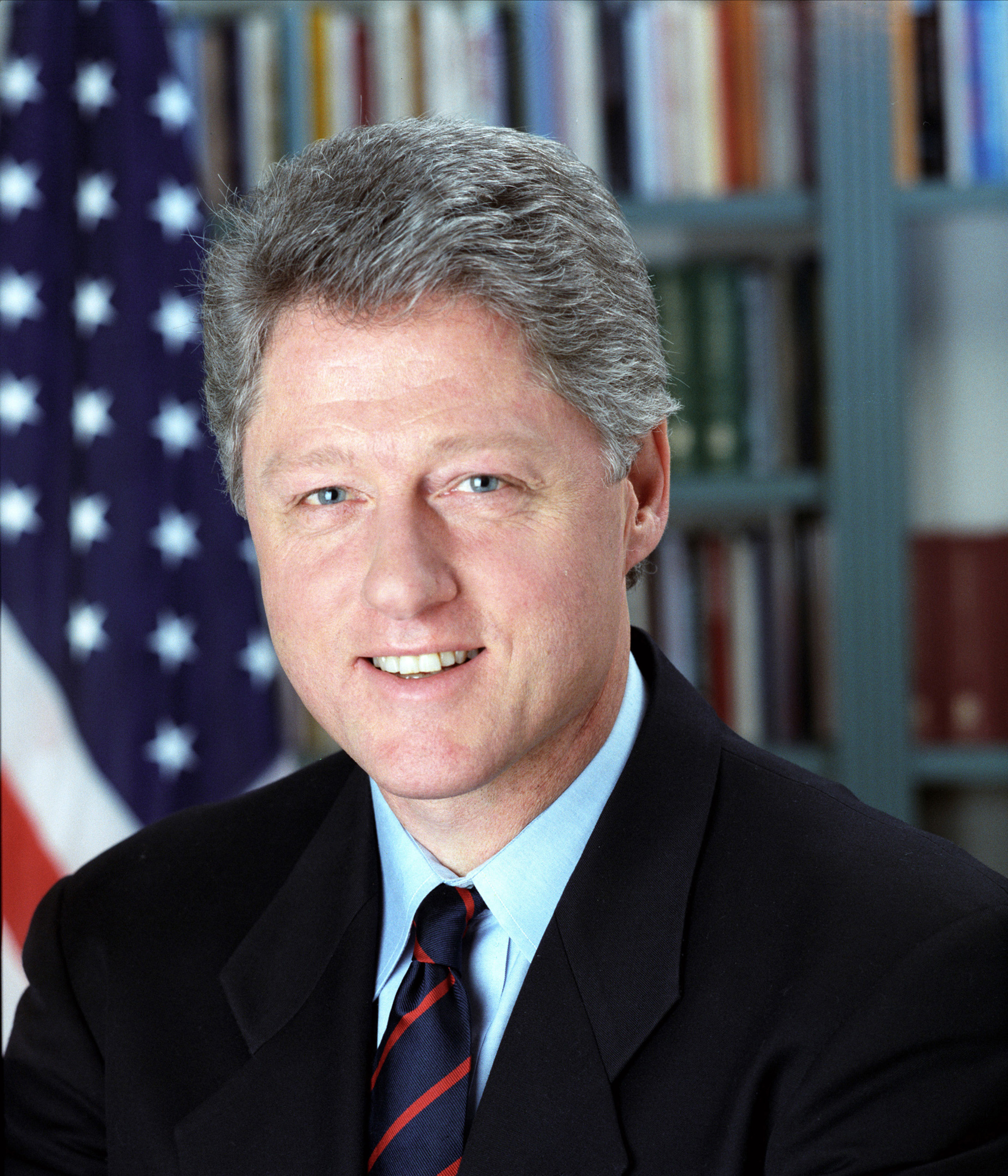
Bill Clinton.

Le 7 avril 1995, le Congrès suit le projet de Eleanor Holmes Norton, soutenue par la majorité républicaine, en nommant un comité de surveillance de la municipalité de Washington ; ce comité est composé de cinq résidents de la ville dont quatre Afro-Américains, recrutés et rémunérés par le Congrès, sa mission est de contrôler l'établissement du budget municipal et de prescrire des recommandations pour que l'équilibre soit atteint d'ici trois années. Ce dispositif fait dire à Tom Davis (Virginia politician) (en), le représentant de la Virginie que Eleanor Holmes Norton « joue le rôle de maire ». Marion Barry et son équipe s'opposent à ce comité de surveillance, demandent sa dissolution. En juillet 1996, un audit financier est transmis au Congrès qui fait notamment état de la perte de confiance des banques qui refusent tout emprunt de la ville de Washington. En 1997, Eleanor Holmes Norton avec d'autres membres du Congrès proposent un plan de redressement de la ville assorti d'une allocation au montant de 5 milliards de $ étalé sur 10 ans dont 4 assureraient les pensions de retraite des employés de la ville. Durant la durée de ce plan de renflouement, la municipalité de Washington serait sous la tutelle de l'état fédéral. Le 5 août 1997, le président Bill Clinton signe le National Capital Revitalization and Self-Government Improvement Act of 1997 (en) qui est un plan de rénovation et de renflouement de la capitale fédérale et confirme le rôle du comité de surveillance,. Eleanor Holmes Norton, au sujet de ce plan de rénovation, dit « C'est une grande victoire pour Washington et un excellent accord pour le district », elle rajoute « C'est une victoire majeure pour les règles de délégation découlant du District of Columbia Home Rule Act, je vais être en mesure d'éviter, les contestations du maire qui tentent de faire barrage aux décisions du Congrès. Durant le temps de ce plan de rénovation, le maire est contraint de partager ses compétences avec celle du comité de contrôle. ». Effectivement Marion Barry s'insurge contre cette loi qui enlève toute compétence à l'équipe municipale. Eleanor Holmes Norton devient la cible de nombreux opposants, l'accusant de s'être ralliée aux forces les plus conservatrices des républicains, d'être la complice d'une loi contraire aux libertés civiles, lorsqu'elle prend la parole lors d'une convention de la National Urban League, des militants l'accueillent en arborant une pancarte où il est écrit « Eleanor nous a vendus ! ».

##### Le statut du district de Columbia en question

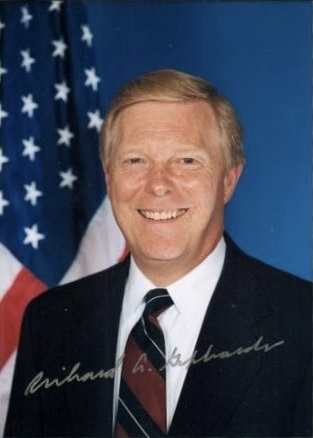
Dick Gephardt

Les Washingtoniens sont de plus en plus nombreux à contester le statut particulier du district,, ils demandent que le district puisse devenir un État et avoir une représentation au Congrès comme tous les autres États à savoir deux sièges au Sénat et un siège à la Chambre des représentants, avec voix délibérative, mouvement de contestation qui reprend les critiques historiques du Statehood movement in the District of Columbia (en) qui existe depuis la création du statut du district en 1801 (le District of Columbia Organic Act of 1801 (en)). Eleanor va régulièrement déposer à la Chambre des représentants un projet de loi allant dans ce sens, le DC Admission Act (en), et relancer des projets de loi semblables au District of Columbia Voting Rights Amendment (en) adopté par le Congrès en 1978, mais qui n'a jamais pu avoir le quorum nécessaire pour être promulgué et qui a expiré en 1985 (seuls seize États avaient ratifié l'amendement, alors que trente-huit étaient nécessaires), amendement, qui s'il ne transformait pas le district en État, lui aurait donné les mêmes droits de représentation au Congrès que les autres États,,. En 1993, Eleanor Holmes Norton dépose un projet de loi, le « New Columbia Statehood Act » qui a pour but d'établir le district de Columbia comme le 51e État des États-Unis. Pour faire aboutir sa requête, elle s'est assurée du soutien du président Bill Clinton et de leaders clés au Congrès comme Dick Gephardt le président du groupe des Démocrates à la Chambre des représentants. Le projet de loi est refusé par la Chambre des représentants, seuls 153 représentants ont voté pour et les Républicains se sont montrés les plus hostiles au projet de loi, un seul républicain a voté en faveur de ce projet. Ce vote est probablement politique, car la population du district vote à 90 % pour les Démocrates et un vote favorable aurait envoyé deux sénateurs démocrates de plus au Sénat. Les hésitations des Démocrates s'expliquent par le fait que la municipalité de Washington s'est montrée incapable d'administrer le district comme un État et comme le dit Tom Delay, le représentant républicain du Texas, « Le district est un bastion de la corruption et de la criminalité ». Cela dit pour Eleanor Holmes Norton, son projet de loi, même s'il a été repoussé, a le mérite d'avoir à nouveau posé le problème et d'avoir provoqué des débats publics dans l'opinion. La question est à nouveau relancée en septembre 1998, lorsque le District of Columbia Office of Corporation Counsel dépose une plainte en justice pour réclamer une juste représentation au Congrès aussi bien à Chambre qu'au Sénat. Plainte qu'Elanor va soutenir. Le Congrès réagit vivement en faisant passer une loi qui interdit le poste de procureur de district  pour l'Office Counsel, ce qui annule son dépôt de plainte et va compliquer toute action en justice pour représenter le district,,.
Des membres de l'Office Counsel, autorisent la modification des plaques d'immatriculation des véhicules des habitants du district avec la mention « No Taxation Without Representation / pas de taxes sans représentation ! » qui est une référence historique à la Boston Tea Party de 1773, où un groupe de Bostoniens (Les Fils de la Liberté) ont protesté contre les taxes liées aux Townshend Acts édictées par la Couronne britannique. Plaques qui allaient être vues par les 25 millions de touristes qui visitent chaque année la capitale fédérale.
Le 26 juillet 2000 le Congrès met à l'ordre du jour un vote sur un projet de loi le District of Columbia Appropriations Bill qui sera adopté le 22 novembre 2000 sous le nom de District of Columbia Appropriations Act (Loi sur les subventions allouées au district de Columbia) qui détaille le montant des différentes subventions et leurs destinations. Pendant les débats autour du projet de loi, sept personnes vont manifester pacifiquement dans la galerie de la Chambre des représentants en scandant des slogans « D.C Votes No » et « Free D.C ! », ce sont Martin Thomas, Karen Szulgit, Tania Snyder, Queen Mother ShemaYah, Debbie Hanrahan, Bette Hoover et Steve Donkin, après leur expulsion suivie de leur arrestation, dès qu'ils sont libérés, ils sont appelés les Democracy7, et reçoivent un large soutien de la part des Washingtoniens.

##### Le procès desDemocracy7
Le 6 octobre 2000 commence le procès des Democracy7. Dès l'ouverture du procès le procureur demande que soient écartés les témoignages concernant le statut du district de Columbia et sa représentation, Martin Thomas l'un ses sept inculpés proteste « Cette déclaration interdisant toute prise de parole à dimension politique durant le procès est une autre atteinte aux droits des résidents du district de Columbia, un véritable déni. ». Après quelques jours de report du procès, le procureur abandonne les charges contre Martin Thomas, ne gardant que six membres des Democracy7 avec l'accusation d'interruption des débats à la Chambre. Lors des délibérations du jury il est impossible de déclarer la culpabilité des prévenus, la juge Anna Blackburne-Rigsby (en) annule le procès et se prononce pour un nouveau procès. Entretemps, cinquante-sept résidents du district déposent une plainte auprès de la Cour suprême des États-Unis, celle-ci rend un arrêt qui, tout en confirmant la constitutionnalité du statut actuel du district, ajoute dans son délibéré que la Cour « n'est pas aveugle quant à l'injustice de la situation », mais que celle-ci ne peut être modifiée que par le Congrès. Le 12 février 2001 s'ouvre le nouveau procès contre les Democracy7, les charges sont identiques au premier procès, le seul témoin de la défense est Eleanor Holmes Norton. Cette dernière déclare devant les jurés que la manifestation n'a nullement interrompu les débats de la Chambre, elle rappelle aux jurés, qui sont des Washingtoniens comme les prévenus et elle, qu'il est anormal que les habitants du district paient les taxes et impôts, que leurs fils fassent la guerre dans les Forces armées des États-Unis et qu'ils n'aient aucun droit de vote sur le budget de leur ville. Elle souligne que la manifestation des Democracy7 est dans la ligne de la désobéissance civile non violente pratiquée par Martin Luther King et les militants du mouvement américain des droits civiques. Après deux jours de délibérations, le jury déclare les prévenus non coupables pour chacune des charges retenues.

##### LeNo Taxation Without Representation Actde 2002

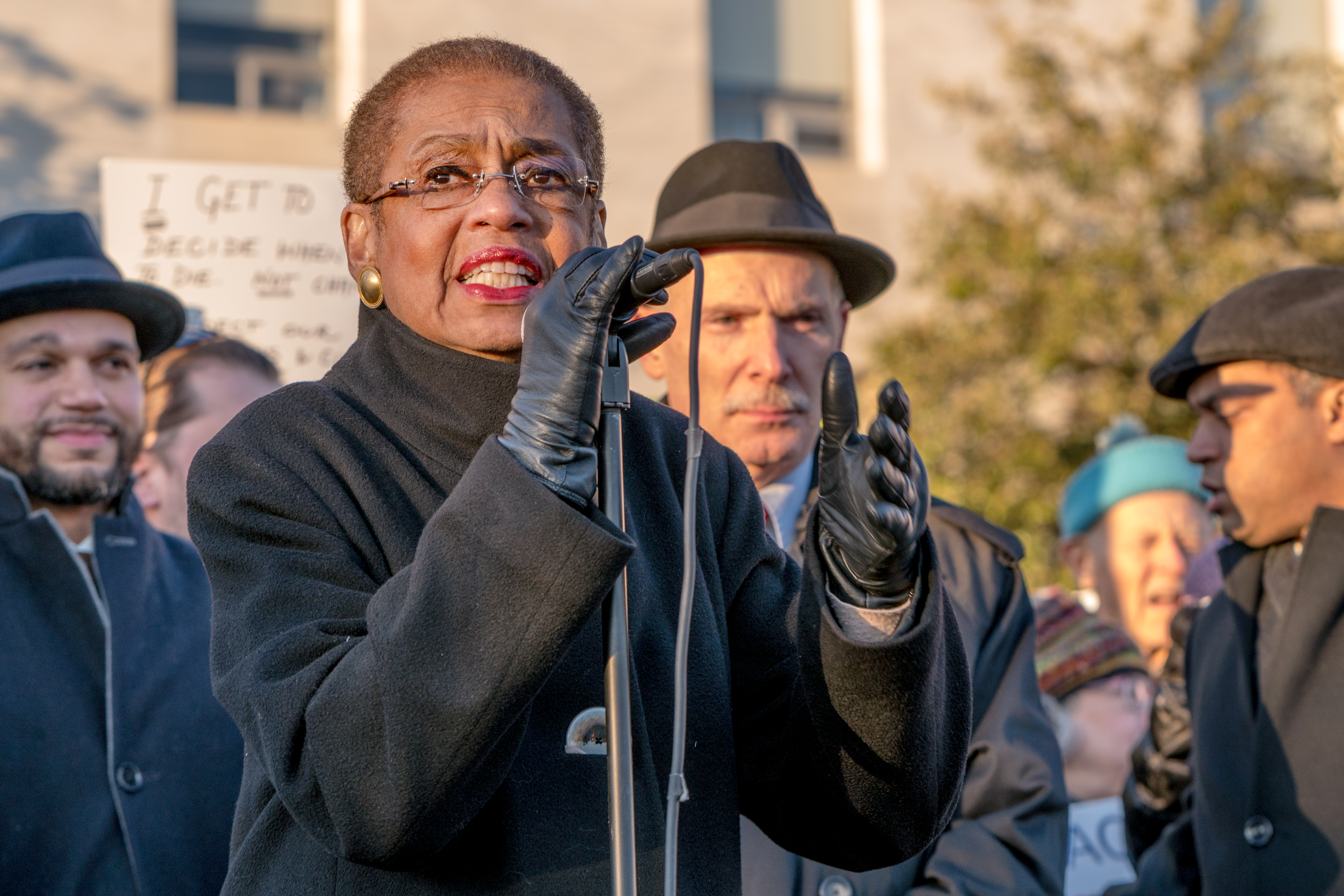
Eleanor Holmes Norton, lors d'un rassemblement pour le statut du district de Columbia.

En mars 2001, Eleanor Holmes Norton et le sénateur du Connecticut Joseph Lieberman présentent simultanément un projet de loi au Congrès le No Taxation Without Representation Act 2001, la première à la Chambre des représentants, le second au Sénat. Ce projet de loi a pour but d'obtenir une représentation « normale » au Congrès pour les résidents du district de Columbia, projet soutenu par la majorité des résidents du district. Si le projet de loi est adopté par le Congrès, alors les résidents du district seront dispensés de payer des impôts fédéraux sur le revenu jusqu'à ce qu'ils soient représentés comme les autres États, ce qui inciterait le Congrès à modifier le statut du district. Eleanor Holmes Norton défend le projet lors des débats à la Chambre des représentants en disant que le but n'est pas créer un paradis fiscal mais de mettre le Congrès en face de ses responsabilités, d'obtenir un droit de représentation semblable au Wyoming qui compte moins d'habitants que Washington, d'en finir avec un statut humiliant où le Congrès décide de tout, de la façon dont la ville dépense ses impôts jusqu'à la façon dont elle ramasse les ordures sans prendre compte l'avis des personnes concernées. Eleanor Holmes Norton dans sa plaidoirie fait valoir que 50 000 vétérans habitent à Washington et déclare : « Depuis que je siège au Congrès, j'ai participé à diverses cérémonies pour honorer l'envoi de résidents de Washington à la guerre du golfe Persique, en Afghanistan et maintenant en Iraq. Jamais je n'ai pu être en mesure de voter pour eux et nos résidents sont sans représentant au Sénat. Pourtant, dans l'armée d'aujourd'hui, chacun est un volontaire qui a délibérément choisi la plus lourde de toutes les obligations liées à la citoyenneté. Aujourd'hui, je vous présente ce projet de loi au nom de tous les résidents du district de Columbia et plus particulièrement au nom de tous ceux qui servent dans les rangs de l'armée et au nom des 50 000 anciens combattants qui habitent notre ville. » Le projet de loi est refusé mais il a eu le mérite de reposer le problème avec un soutien quasi unanime des Washingtoniens et le soutien de plusieurs représentants et sénateurs,,,,.

##### LeWashington, D.C. Admission Actde 2020

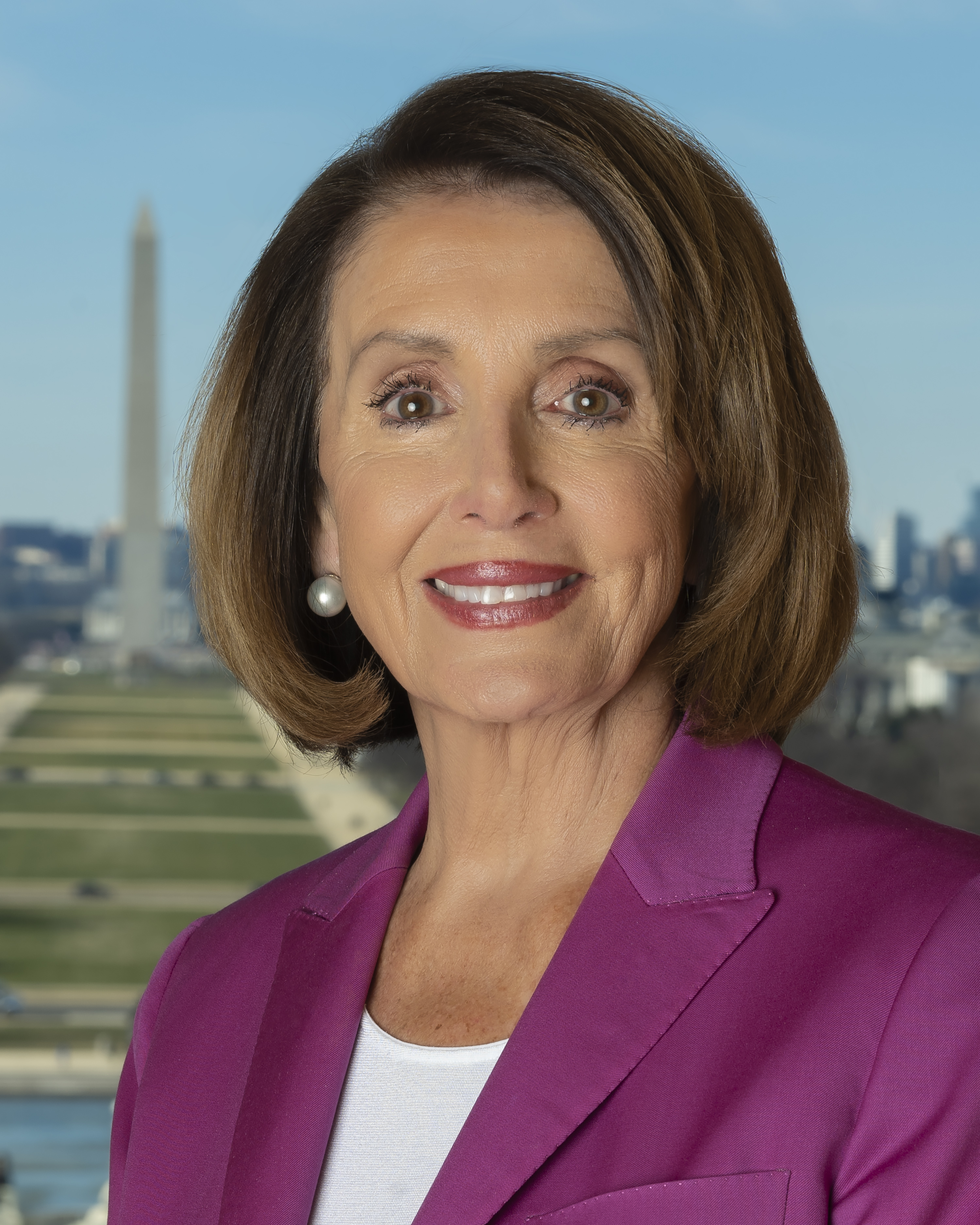
Nancy Pelosi.

Le 3 janvier 2019, Eleanor Holmes Norton présent un projet de loi le DC Admission Act (en) (HR.51) lors de la 116e session du Congrès des États-Unis qui a pour but, comme les précédents projets de loi déposés par elle, de faire accéder le district de Columbia au statut d'État plénier avec des élus ayant un droit de délibération aux deux chambres du Congrès. Nancy Pelosi, la présidente de la Chambre des représentants des États-Unis, soutient le projet. Ce projet de loi contient les principales dispositions suivantes :
- Le territoire du district de Columbia sera admis dans l'union en tant que 51e État.
- Le nouvel état sera nommé « Washington, Douglass Commonwealth ».
- Un nouveau district fédéral sera créé dans les limites du nouvel État, dénommé « la capitale », englobant la Maison Blanche, le Capitole, le bâtiment de la Cour suprême, les principaux bâtiments fédéraux (ministères, agences) et d'autres monuments fédéraux adjacents au Capitole et au National Mall.
- Le John A. Wilson Building sera le siège du gouvernement du futur Washington, Douglass Commonwealth
- Le nouvel État élira deux sénateur et, dans un premier temps, un membre de la Chambre des représentants. La Chambre des représentants sera élargie en permanence à 436 membres. À la suite du prochain recensement après l'admission, une nouvelle répartition déterminerait le nombre de représentants auxquels le nouvel État aurait droit en fonction de sa population.
- La loi sur les délégués du district de Columbia sera abrogée.
- Un processus accéléré sera mis en mouvement pour introduire et ratifier un nouvel amendement constitutionnel abrogeant le Vingt-troisième amendement de la Constitution des États-Unis, définissant le statut du district de Columbia
- Les élus locaux actuels (maire et conseil municipal) feront la transition pour devenir le gouverneur et la législature du nouvel État.

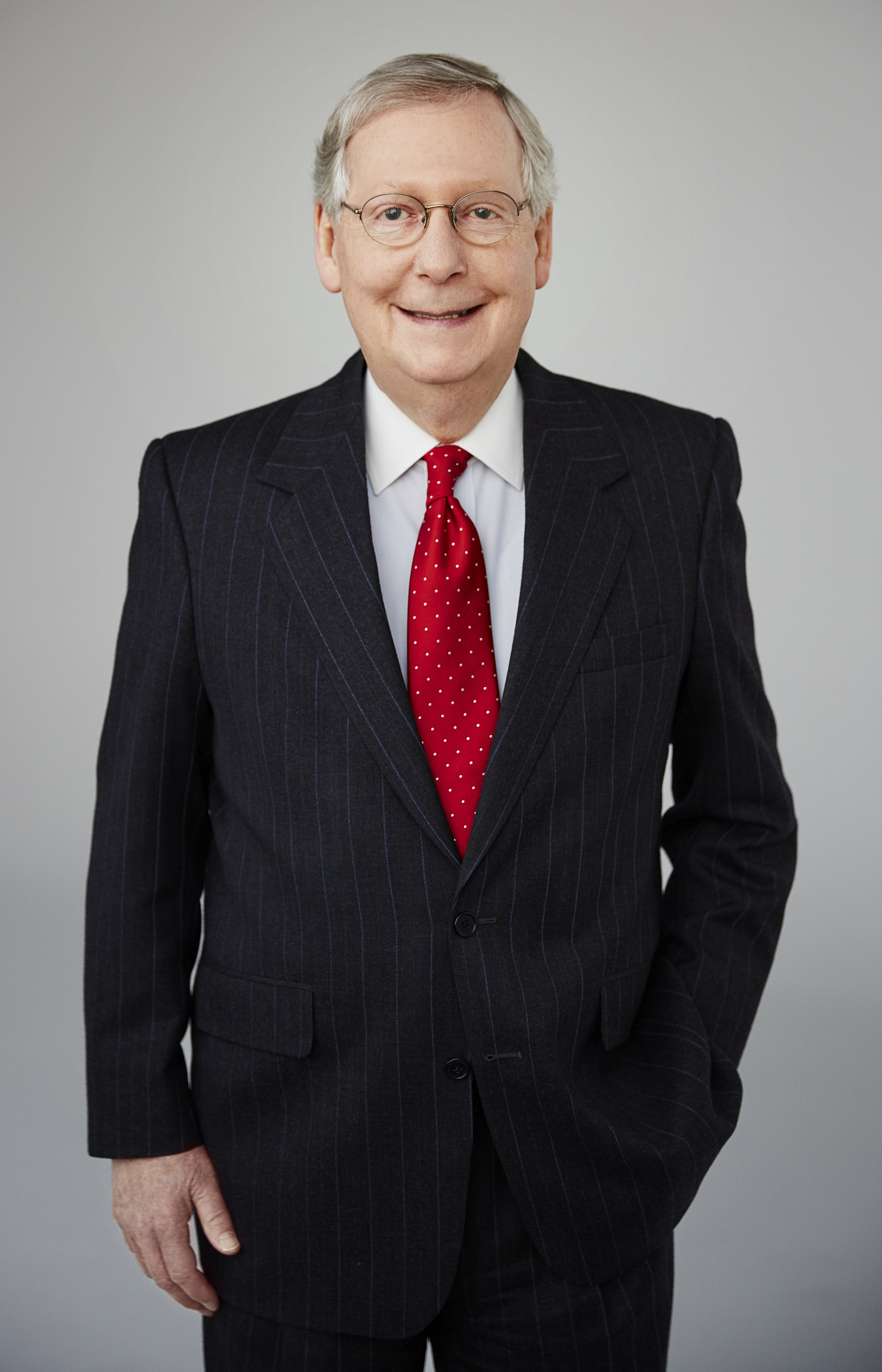
Mitch McConnell.

Le projet de loi est refusé par Mitch McConnell, le chef de la majorité républicaine au Sénat. Le projet de loi est à nouveau proposé le 4 janvier 2021 par Eleanor Holmes Norton lors de la 117e session du Congrès des États-Unis. La loi est adoptée par une courte majorité le 22 avril 2021 par la Chambre des représentants par un vote de 216 voix pour contre 208 voix. La prochaine bataille va se jouer au Sénat,,,,,,,,,.

### Vie privée
Le 9 octobre 1965, Eleanor Holmes épouse Edward Norton qu'elle a connu à l'université Yale avant qu'il ne fasse ses études de droit à l'université Columbia de New York. Le couple donne naissance à deux enfants Katherine Felicia, atteinte de la trisomie 21 (1970), puis John (1972), ils divorcent en 1993,,.

## Distinctions
- 1971 : lauréate du Louise Waterman Wise Award, décerné par le Congrès juif américain[6],
- 1978 : élévation au grade de Doctorat honoris causa de l'Université Brown (LL.D.)[81],
- 2011 : lauréate du Foremother Award décerné par le National Center for Health Research (en)[82],
- 2020 : couronné par la National Women's History Alliance (en)[83],

## Œuvres

### Essais
- Eleanor Holmes Norton, Maxine Williams, Frances Beal, Linda La Rue, Black Woman's Manifesto, New York, Third World Women's Alliance, 1970, 48 p. (OCLC 13435724),
- A conversation with Commissioner Eleanor Holmes Norton, Washington (district de Columbia), The Institute, 1er janvier 1980, 36 p. (ISBN 9780844733630, lire en ligne),
- Fire in My Soul, New York, Atria Books, 1 janvier 2003, rééd. 6 janvier 2004, 406 p. (ISBN 9780743407885, lire en ligne)[84],
- Lily Whiteman et Eleanor Holmes Norton, How to Land a Top-Paying Federal Job, Amacom, 1 août 2008, rééd. 17 juin 2012, 288 p. (ISBN 9780814420232),

### Articles anglophones
- Eleanor Holmes Norton, Barbara Allen Babcock, Catherine East et Marguerite Rawalt, « Impact of the Equal Rights Amendment », Human Rights, vol. 3, no 1,‎ été 1973, p. 125-151, 153-154 (29 pages) (lire en ligne ),
- « Public Assistance, Post-New Deal Bureaucracy, and the Law: Learning from Negative Models », The Yale Law Journal, vol. 92, no 7,‎ juin 1983, p. 1287-1299 (13 pages) (lire en ligne ),
- « Good Bye Era... Hello Equality », Human Rights, vol. 12, no 1,‎ printemps 1984, p. 24-25 (2 pages (lire en ligne ),
- « Women's Rights an End, a Beginning », Human Rights, vol. 13, no 3,‎ été 1986, p. 44-45, 55 (3 pages) (lire en ligne ),
- « The End of the Griggs Economy: Doctrinal Adjustment for the New American Workplace », Yale Law & Policy Review, vol. 8, no 2,‎ 1990, p. 197-204 (8 pages) (lire en ligne ),
- Eleanor Holmes Norton et Thomas J. Bliley, « At Issue : The District of Columbia: Should it be admitted to statehood? », ABA Journal, vol. 79, no 8,‎ août 1993, p. 46-47 (2 pages) (lire en ligne ),
- « A Symposium on the Life and Work of Sterling Brown: With Chet Lasell, Eleanor Holmes Norton, Paula Giddings, Sterling Stuckey, Wahneema Lubiano, and Cornel West », Callaloo, vol. 21, no 4,‎ automne 1998, p. 1038-1074 (37 pages) (lire en ligne ),
- Eleanor Holmes Norton, Charles J. Ogletree, Jr., Edward R. Becker, Nathaniel R. Jones et Elaine R. Jones, « In Memoriam: A. Leon Higginbotham, Jr. », Harvard Law Review, vol. 112, no 8,‎ juin 1999, xiii+1801-1833 (34 pages) (lire en ligne ),

## Pour approfondir

#### Notices dans des encyclopédies et manuels de références
- (en-US) Jessie Carney Smith (dir.), Notable Black American Women: Book I, Detroit, Gale Research, novembre 1991, 1334 p. (ISBN 9780810347496, lire en ligne), p. 809-812. ,
- (en-US) Gayle J. Hardy, American Women Civil Rights Activists, Jefferson, Caroline du Nord, McFarland & Company, 1er août 1993, 483 p. (ISBN 9780899507736, lire en ligne), p. 287-295. ,
- (en-US) Barbara Carlisle Bigelow (dir.), Contemporary Black Biography, vol. 7, Detroit, Gale Research, 9 septembre 1994, 351 p. (ISBN 9780810385597, lire en ligne), p. 211-214.
- (en-US) R. Kent Rasmussen, The African American Encyclopedia, vol. 7. Nat-Ran, New York, Cavendish Square Publishin, 30 janvier 2001, 2100 p. (ISBN 9780761472155, lire en ligne), p. 1853-1854,
- (en-US) Donna Langston, A to Z of American Women Leaders and Activists, New York, Facts on File, 30 juin 2002, 291 p. (ISBN 9780816044689, lire en ligne), p. 165-166. ,
- (en-US) Colin A. Palmer (dir.), Encyclopedia Of African American Culture And History The Black Experience In The Americas, vol. 4. M-P, Detroit, Michigan, MacMillan Reference Library, 22 décembre 2005, 1877 p. (ISBN 9780028658179, lire en ligne), p. 1658-1659.
- (en-US) Henry Louis Gates Jr. & Evelyn Brooks Higginbotham, (dir.), African American National Biography, vol. 6. Moore, Lenny-Romain, New York, Oxford University Press, USA, 18 février 2008, 688 p. (ISBN 9780195160192, lire en ligne), p. 167-169. ,
- (en-US) Paul Finkelman (dir.), Encyclopedia of African American History, 1896 to the Present : From the Age of Segregation to the Twenty-First Century, vol. 3. J-N, New York, Oxford University Press, USA, 2 février 2009, 525 p. (ISBN 9780195167795, lire en ligne), p. 513.

#### Essais et biographies
- (en-US) Hal Marcovitz, Eleanor Holmes Norton, Philadelphie, Pennsylvanie, Chelsea House Publications, 1er juin 2003, 128 p. (ISBN 9780791076828, lire en ligne). ,